# Ōshima Hiroshi (General)

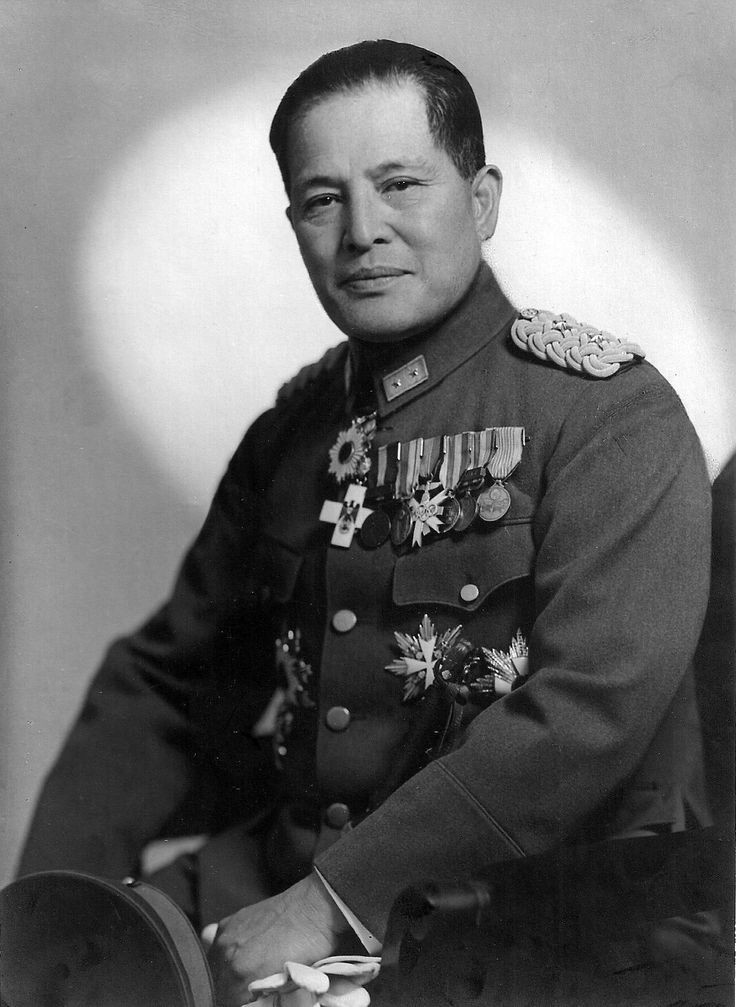
Ōshima Hiroshi

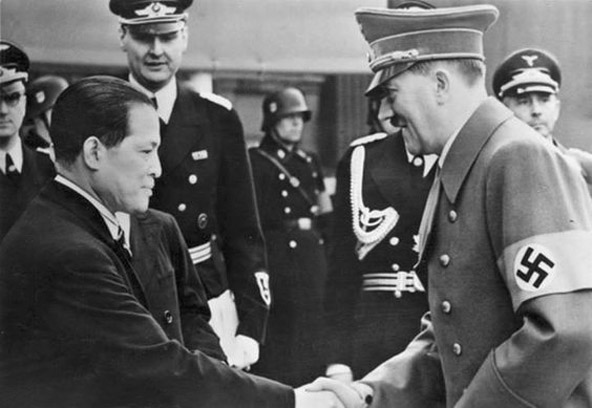
Adolf Hitler mit Ōshima 1942

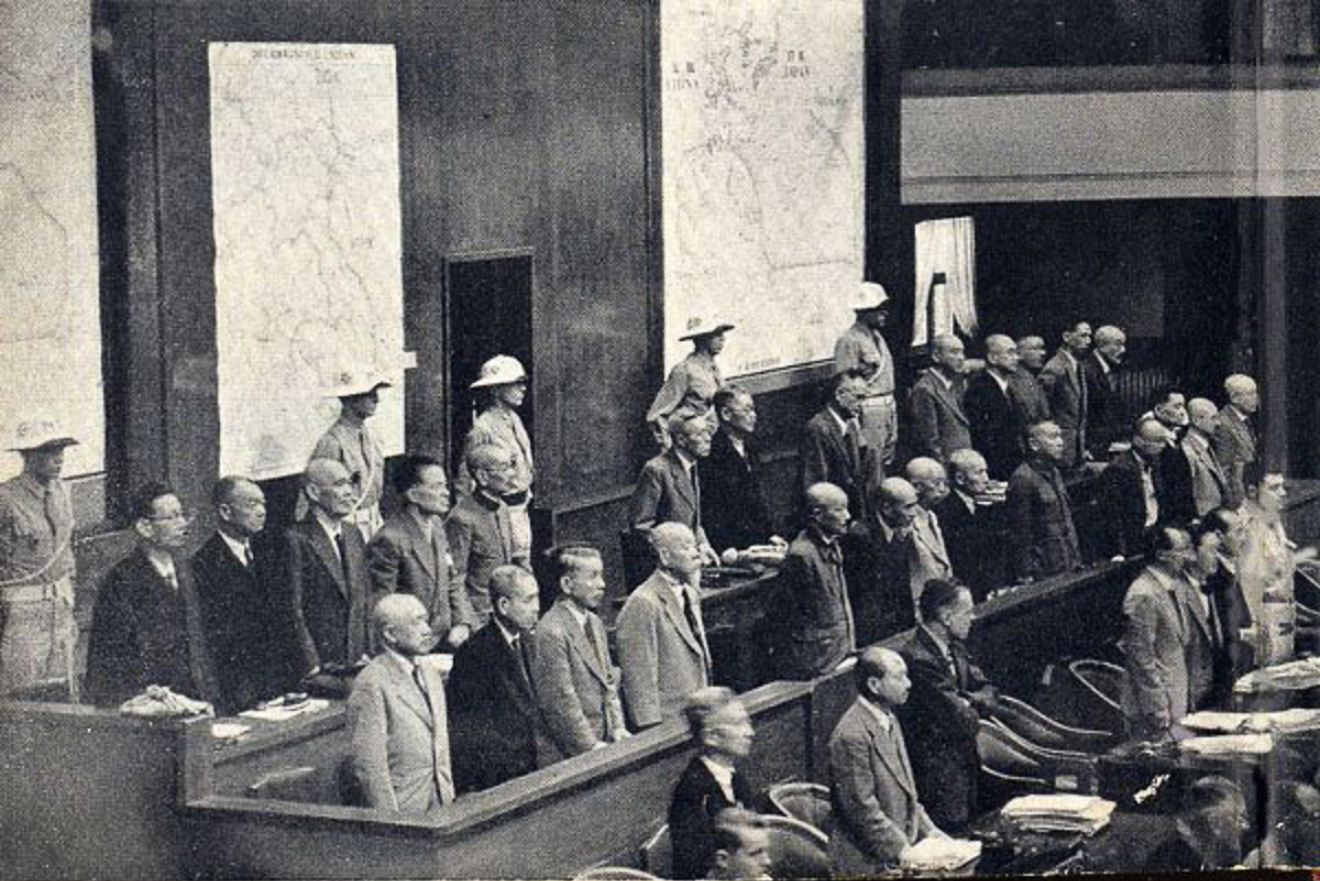
Ōshima (1. Reihe von links, der vierte von links) zusammen mit den anderen Angeklagten während der Tokioter Prozesse

Ōshima Hiroshi (japanische 大島 浩; * 19. April 1886 in der Präfektur Gifu; † 6. Juni 1975 in Tokio) war General der Kaiserlich Japanischen Armee und japanischer Botschafter in Deutschland während des Zweiten Weltkrieges. Durch das Abhören und entschlüsseln seiner schwach chiffrierten Berichte konnten sich die Alliierten ein genaues Bild über militärische Stärke und politische Pläne der Achsenmächte machen.

## Leben
Ōshima Hiroshi wurde 1886 als Sohn einer niederrangigen Samuraifamilie aus der Präfektur Gifu geboren. Sein Vater Ōshima Ken’ichi war von Deutschland begeistert. Dieser war von 1916 bis 1918 Heeresminister und führte ironischerweise Krieg gegen das kaiserliche Deutschland. Ōshima schloss im Juni 1905 als 18. seines Jahrgangs die Akademie der kaiserlichen japanischen Armee ab. Er wurde im Juni 1906 zum Unterleutnant und im Juni 1908 zum Leutnant befördert. Im Mai 1915 schloss er die 27. Klasse der Heereshochschule ab und wurde im folgenden Jahr zum Hauptmann befördert.
Von 1918 bis 1919 diente er bei den Expeditionsstreitkräften in Sibirien und wurde dann zum stellvertretenden Militärattaché in der japanischen Botschaft in der Weimarer Republik ernannt. Im Januar 1922 zum Major befördert, diente er von 1923 und 1924 als Militärattaché in Budapest und Wien. Nach seiner Rückkehr nach Japan wurde er im August 1926 zum Oberstleutnant befördert. Nach seiner Beförderung zum Oberst im August 1930 diente er von 1930 bis 1931 als Kommandeur des 10. Feldartillerieregiments.
1934 wurde er Militärattaché in Berlin im Rang eines Obersten. Ōshima freundete sich mit Joachim von Ribbentrop an, dem damaligen Berater Hitlers für Auslandsangelegenheiten und späteren Reichsminister des Auswärtigen. Er wurde als deutscher als ein Deutscher beschrieben und sprach Deutsch fast perfekt.
Ōshima war am Zustandekommen des deutsch-japanischen Antikominternpaktes wesentlich beteiligt, der am 25. November 1936 unterzeichnet wurde und die von der Kommunistischen Internationale ausgehende globale Expansion, hinter der die Sowjetunion stand, eindämmen sollte. Danach unterzeichnete Ōshima am 17. Mai 1937 ein geheimes deutsch-japanisches Militärabkommen mit Abwehr-Chef Wilhelm Canaris, in dem es um den Nachrichtenaustausch der militärischen Geheimdienste und um einen Zersetzungsplan gegenüber der Sowjetunion ging, der als Vorbereitung eines Krieges gegen die Sowjetunion gedacht war.
Ōshima war erstmals von November 1938 bis Dezember 1939 japanischer Botschafter in Berlin. Nach der Internierung von Kurusu Saburō in den USA wurde Ōshima am 17. Februar 1941 erneut japanischer Botschafter in Berlin. Am 28. Februar empfing ihn Hitler auf dem Obersalzberg zur Entgegennahme des Beglaubigungsschreibens. Nach dem japanischen Angriff auf Pearl Harbor (7. Dezember 1941) wurde Ōshima von Hitler mit dem Verdienstorden vom Deutschen Adler in Gold ausgezeichnet.
Ōshima wurde bei den Tokioter Prozessen angeklagt und wegen Verschwörung zum Angriffskrieg (Anklagepunkt 1) 1948 zu lebenslanger Haft verurteilt. Er wurde 1955 entlassen.